# Victor Lindberg
Michael Victor Alexander Lindberg (Varoka, 26 juli 1875 - Auckland, 28 april 1951) was een in Fiji geboren Nieuw-Zeelands waterpolospeler.
Tijdens de Olympische Zomerspelen 1900 won Lindberg met de Britse ploeg die de gouden medaille.
Thomas Coe · Robert Crawshaw · William Henry · John Jarvis · Peter Kemp  · Victor Lindberg · Frederick Stapleton